# 피스퀸컵
피스퀸컵(Peace Queen Cup)은 선문평화축구재단이 주관한 국제 여자 축구 대회이다. 2006년부터 2년 주기로 대회가 열렸으며 2010년까지 개최되었다. 세 대회 모두 대한민국에서 개최되었다. 선문평화축구재단은 남자 클럽 축구 대회인 피스컵을 주관했다.

## 경기 결과
| 연도   | 결승전   | 결승전 | 결승전         |
| 연도   | 우승     | 점수   | 준우승         |
| ------ | -------- | ------ | -------------- |
| 2006년 | 미국     | 1 - 0  | 캐나다         |
| 2008년 | 미국     | 1 - 0  | 캐나다         |
| 2010년 | 대한민국 | 2 - 1  | 오스트레일리아 |

## 같이 보기
- 피스컵